# 蘇珊·阿諾德
蘇珊·阿諾德（英語：Susan Arnold，1954年—）是一名美國企業家，曾任华特迪士尼公司董事长。

## 生平
蘇珊·阿諾德在賓州大學獲得學士學位後於匹茲堡大學取得工商管理碩士學位。
自2007年以來，阿諾德一直是華特迪士尼公司的董事會成員。2008年開始，她成為麥當勞公司董事會成員。2004年，她在2007年成為寶僑公司副董事長兼公司總裁。她在1980年加入寶僑後擔任多個管理和營銷職位，之後於1990年成為寶僑在加拿大的化妝品業務經理。1999年，她負責寶僑公司全球的美容業務，從而成為該公司第一位當上總裁的女性。
她於2009年9月1日從寶僑公司退休。據《富比士》報導，阿諾德在集團擔任品牌助理開始她的職業生涯。
2021年12月31日，苏珊·阿诺德接替罗伯特·艾格成为新一任华特迪士尼公司董事长。
自2002年以來，她一直被《財富》雜誌評選為“商界最具影響力的50位女性”，2008年排名第7位。2004年和2005年，她被列入《華爾街日報》的50位女性觀察名單。她多次入選《富比士》世界百名權威女性榜單，2005年她在《富比士》世界100強女性榜中排名第16位。她曾在一家致力於提高女性在商業領域的非營利性組織的執行委員會任職數年。
阿諾德是公開的女同性戀。

## 外部連結
- 蘇珊·阿諾德簡介 （页面存档备份，存于）